# Alfa Romeo Montreal
Alfa Romeo Montreal - спортивний автомобіль в кузові купе від Alfa Romeo, який виготовлявся з осені 1970 до весни 1977 року. Всього виготовлено 3 925 автомобілів.

## Історія

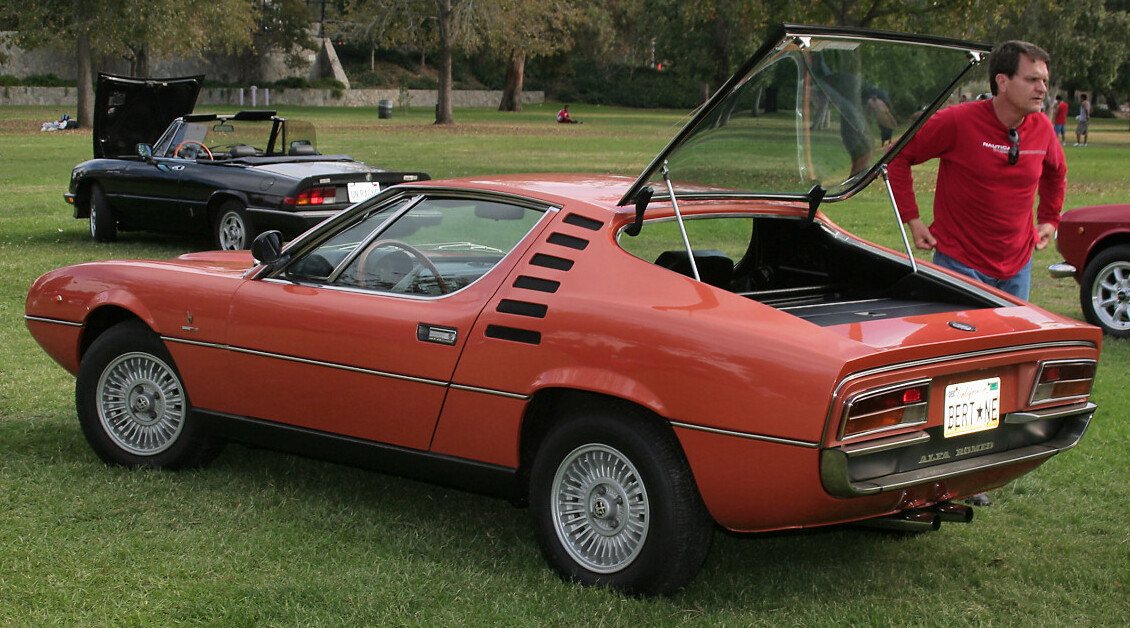
Alfa Romeo Montreal

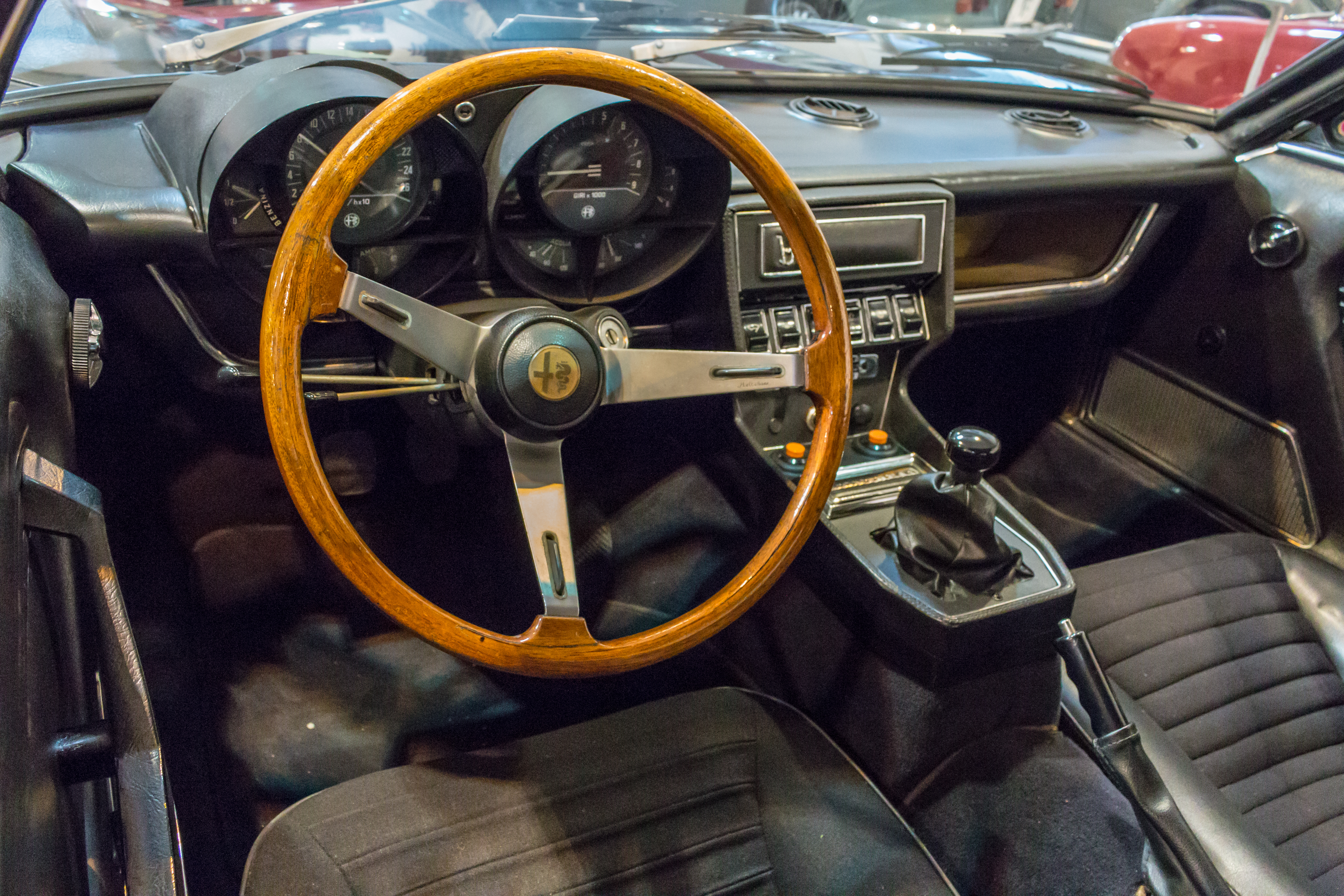

Модель Alfa Romeo Montreal була спроєктована Марчелло Гандіні, що працював в компанії Bertone. Як концепт-кар модель була представлена на Всесвітній виставці в 1967 році, що проходила в місті Монреаль. Модель позиціонувалася як спортивна машина майбутнього, а компанія хотіла, щоб модель була на вершині технологічного прогресу того часу. Машина завоювала великий успіх у публіки, тим самим прискоривши появу серійного автомобіля. Перші машини зійшли з конвеєра вже в 1970 році. В цьому ж році серійну модель представили на виставці в Женеві. Назву моделі було взято від назви міста, в якому вперше представили модель.
Модель оснащувалася двигуном V8, що дозволяло їй розвивати швидкість в 220 км/год. Незважаючи на невеликий об'єм в 2.6 літра, машина мала потужністю 200 кінських сил. Ця модель стала найшвидшою серійною Alfa Romeo на той час.
Капот з повітрозабірником, який закінчується ґратами над фарами - вельми незвичайне рішення для 1970 року. Вид збоку нагадує класичний спортивний серійний автомобіль тієї епохи, а решітки розташовані за дверима підкреслюють агресивність автомобіля.
У 2007 році одна з моделей Alfa Romeo Montreal була виставлена на аукціоні Gooding&Company проведеному в Pebble Beach (штат Каліфорнія), де вона оцінювалася в 25 000 - 30 000 доларів. Лот був проданий за 28 600 $.

## Двигун
- 2.6 л V8 200 к.с. при 6500 об/хв 235 Нм при 4750 об/хв